# Timothy Spall
Timothy Leonard Spall OBE (Londres, 27 de fevereiro de 1957) é um ator britânico amplamente reconhecido por sua versatilidade e por interpretar uma ampla gama de personagens, muitas vezes excêntricos ou com características marcantes.

## Biografia
É o terceiro de quatro filhos e nasceu em Battersea, em Londres. Seu pai, Joe, era carteiro, e sua mãe, Sylvia, uma cabeleireira. Timothy treinou teatro no National Youth Theatre e no RADA, aonde ele ganhou o prêmio Bancroft Gold Medal na categoria de ator promissor do ano. Seu irmão, Matthew, é diretor de jogos do estúdio de computação Morpheme.

## Carreira
Inicialmente, ficou famoso no Reino Unido por ter interpretado Barry Taylor na série Auf Wiedersehen, Pet, ao lado dos atores Jimmy Nail, Kevin Whately, Christopher Fairbanks e Christine Garner, e por ter participado da série Outside Edge, contracenando com Robert Daws e Josie Lawrence.
A partir daí, começou a participar de diversos filmes, como Crusoe, Segredos e Mentiras, Rock Star, O Último Samurai e Desventuras em Série. Ficou mais conhecido após interpretar Pedro Pettigrew (Rabicho) no filme Harry Potter e o Prisioneiro de Azkaban.
Em 2007, Timothy foi Nathaniel no filme Encantada, da Disney, e interpretou Beadle Bamford no filme Sweeney Todd: O Barbeiro Demoníaco da Rua Fleet, de Tim Burton, ao lado de Johnny Depp, Helena Bonham Carter, Alan Rickman e Sacha Baron Cohen. Em 2009 participou de vários filmes britânicos desconhecidos do grande público. Em 2010, Timothy esteve no filme Alice no País das Maravilhas, outro filme de Tim Burton, e pela segunda vez contracenou com Johnny Depp, Helena Bonham Carter e Alan Rickman. Ainda em 2010, interpretou novamente Rabicho no filme Harry Potter e as Relíquias da Morte: Parte I. Já no premiado O Discurso do Rei, contracenou mais uma vez com Helena Bonham Carter e Alan Rickman. No jogo Grand Theft Auto: Vice City Stories, Timothy deu voz a Barry Mickelthwaite.
Por sua atuação como Peter Farquhar na série The Sixth Commandment, da BBC One, Spall venceu o BAFTA Awards de Melhor Ator em Papel Principal Spall em maio de 2024.

## Vida pessoal
É casado com Shane Spall e tem três filhos: Pascale, nascido em 1976, Mercedes, nascida em 1985, e Rafe, nascido em 1983, que também é ator. Eles moram em uma grande casa no Forest Hill, o subúrbio do sudeste de Londres.
Em 1996, Spall foi diagnosticado com leucemia, mas logo recebeu alta. O ator comentou o seguinte sobre sua doença:
| “ | Eu não sei o que me fez ficar doente, mas tenho certeza que o estresse contribuiu para isso e agora o meu objetivo é relaxar e deixar o estresse para trás. A doença me fez ficar mais consciente e mais seletivo para as coisas. Agora estou menos preocupado com emprego. Eu faço o meu dever de casa, leio o script, então não tem por que ficar nervoso no set se eu sei o que estou fazendo. | ” |

Timothy Spall é um torcedor fanático do Crystal Palace, clube da Inglaterra.

## Filmografia
| Ano  | Filme                                           | Título em português                                                                                  | Personagem                |
| ---- | ----------------------------------------------- | --- | ------------------------- |
| 1985 | The Bride                                       | br/pt: A Prometida                                                                                   | Paulus                    |
| 1990 | The Sheltering Sky                              | br: O Céu que Nos Protege                                                                            | Eric Lyle                 |
| 1996 | Hamlet                                          | | Rosencrantz               |
| 1996 | Secrets & Lies                                  | br/pt: Segredos e Mentiras                                                                           | Maurice Purley            |
| 1998 | Still Crazy                                     | br: Ainda Muito Loucos                                                                               | David 'Beano' Baggot      |
| 1999 | Topsy-Turvy                                     | | Richard Temple            |
| 2000 | Vatel                                           | br: Vatel - Um Banquete Para o Rei                                                                   | Gourville                 |
| 2000 | Chicken Run                                     | br/pt: A Fuga das Galinhas                                                                           | Nick (voz)                |
| 2001 | Intimacy                                        | br: Intimidade                                                                                       | Andy                      |
| 2001 | Rock Star                                       | | Mats                      |
| 2001 | Lucky Break                                     | br: Um Golpe de Sorte                                                                                | Cliff Gumbell             |
| 2001 | Vanilla Sky                                     | | Thomas Tipp               |
| 2002 | All or Nothing                                  | br: Agora ou Nunca                                                                                   | Phil                      |
| 2003 | The Last Samurai                                | br: O Último Samurai                                                                                 | Simon Graham              |
| 2003 | Gettin' Square                                  | br: Entrando na Linha                                                                                | Darren 'Dabba' Barrington |
| 2004 | Lemony Snicket's A Series of Unfortunate Events | br: Desventuras em Série                                                                             | Sr. Poe                   |
| 2004 | Harry Potter and the Prisoner of Azkaban        | br: Harry Potter e o Prisioneiro de Azkaban                                                          | Pedro Pettigrew (Rabicho) |
| 2005 | Harry Potter and the Goblet of Fire             | br: Harry Potter e o Cálice de Fogo                                                                  | Pedro Pettigrew (Rabicho) |
| 2005 | Pierrepoint                                     | br: O Lavador de Almas pt: Pierrepoint - O Último Carrasco                                           | Albert Pierrepoint        |
| 2007 | Sweeney Todd: The Demon Barber of Fleet Street  | br: Sweeney Todd: O Barbeiro Demoníaco da Rua Fleet                                                  | Beadle                    |
| 2007 | Enchanted                                       | br: Encantada                                                                                        | Nathaniel                 |
| 2007 | Death Defying Acts                              | br: Atos que Desafiam a Morte                                                                        | Sugarman                  |
| 2007 | Oliver Twist (TV)                               | | Fagin                     |
| 2008 | Appaloosa                                       | br: Appaloosa - Uma Cidade Sem Lei                                                                   | Phil Olson                |
| 2009 | My Angel                                        | | Mr. Lambert               |
| 2009 | The Fattest Man in Britain                      | |                           |
| 2009 | Reuniting the Rubins                            | | Lenny Rubins              |
| 2009 | Wake Wood                                       | | Arthur                    |
| 2009 | From Time to Time                               | |                           |
| 2009 | Desert Flower                                   | | Terry Donaldson           |
| 2009 | Heartless                                       | | George Morgan             |
| 2009 | Gunrush                                         | br: A Justiça da Pistola                                                                             | Doug Beckett              |
| 2009 | Harry Potter and the Half-Blood Prince          | br: Harry Potter e o Enigma do Príncipe pt: Harry Potter e o Príncipe Misterioso                     | Pedro Pettigrew (Rabicho) |
| 2009 | The Damned United                               | br: Maldito Futebol Clube pt: Maldito United                                                         | Peter Taylor              |
| 2010 | The King's Speech                               | br: O Discurso do Rei                                                                                | Winston Churchill         |
| 2010 | Harry Potter and the Deathly Hallows – Part 1   | br: Harry Potter e as Relíquias da Morte – Parte 1 pt: Harry Potter e os Talismãs da Morte – Parte 1 | Pedro Pettigrew (Rabicho) |
| 2010 | Alice in Wonderland                             | br: Alice no País das Maravilhas                                                                     | The Bloodhound            |
| 2010 | Jackboots on Whitehall                          | | Winston Churchill (voz)   |
| 2011 | Harry Potter and the Deathly Hallows – Part 2   | br: Harry Potter e as Relíquias da Morte – Parte 2 pt: Harry Potter e os Talismãs da Morte – Parte 2 | Pedro Pettigrew (Rabicho) |
| 2013 | The Love Punch                                  | br: Um Plano Brilhante pt: Golpe de Amor                                                             | Jerry                     |
| 2016 | Denial                                          | br/pt: Negação                                                                                       | David Irving              |
| 2018 | Early Man                                       | br: O Homem das Cavernas pt: A Idade da Pedra                                                        | Chefe Bobnar (voz)        |
| 2023 | Chicken Run: Dawn of the Nugget                 | br: A Fuga das Galinhas: A Ameaça dos Nuggets pt: A Fuga das Galinhas: Estamos Fritas                | Nick (voz)                |